# آنتونیا لیسکووا
آنتونیا لیسکووا (ایتالیایی: Antonia Liskova؛ زادهٔ ۲۵ مارس ۱۹۷۷) بازیگر اهل اسلواکی و ایتالیا است.
او دانش‌آموختهٔ رشتهٔ داروشناسی و شیمی دارویی بود و بعدها ایتالیا رفت و به عنوان مدل و بازیگر مشغول به کار شد.
از فیلم‌ها یا مجموعه‌های تلویزیونی که وی در آن‌ها نقش داشته است، می‌توان به نیک و شر، افسون، منشی‌های طبقه ششم و مظنون اشاره نمود.